# Cibrek
Cibrek is een bestuurslaag in het regentschap Aceh Utara van de provincie Atjeh, Indonesië. Cibrek telt 259 inwoners (volkstelling 2010).